# Uriash
Uriash (gegant de la mitologia romanesa) és un gènere extint de dinosaure sauròpode titanosaure que va viure al Cretaci superior en el que actualment és Romania. Descobert l'any 1914, va ser classificat el 1932 com a Magyarosaurus hungaricus, una espècie de Magyarosaurus que més tard es classificaria com a un nou gènere, Petrustitan. El 2021 es va plantejar que els fòssils pertanyien a una espècie diferent, i el 2025 es va anunciar com a tal. Forma part de la cèlebre fauna de Hațeg. Només consta d'una espècie, Uriash kadici, fent referència al paleontòleg que el va descobrir, Ottokár Kadić.